# 岐阜県道・愛知県道134号桑原祖父江線

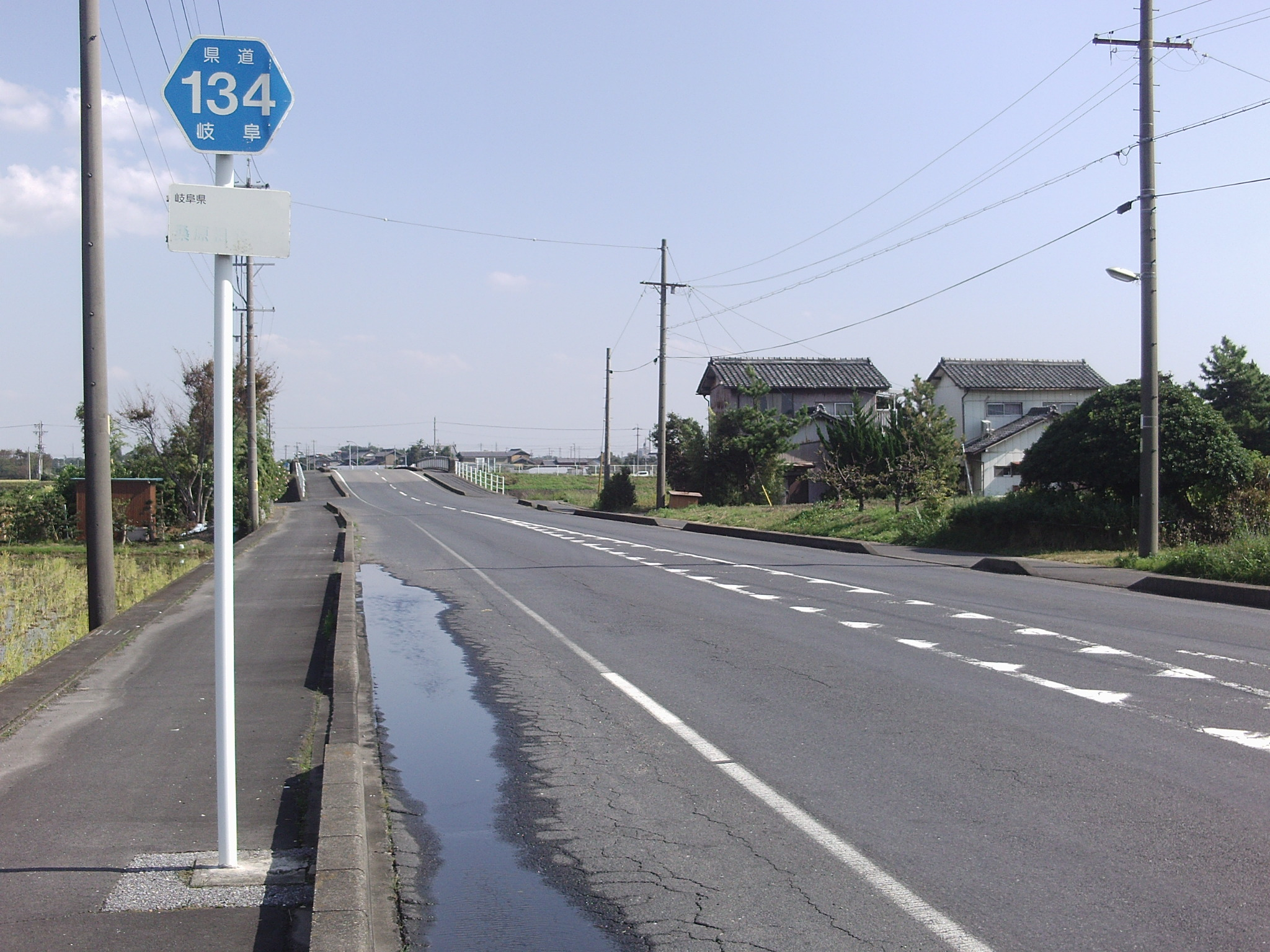
羽島市桑原町八神にて

岐阜県道・愛知県道134号桑原祖父江線（ぎふけんどう・あいちけんどう134ごう くわばらそぶえせん）は、岐阜県羽島市と愛知県稲沢市を結ぶ一般県道である。

## 概要
岐阜県羽島市桑原町八神の桑原八神交差点（岐阜県道1号岐阜南濃線交点）が起点。起点より東に進み、名鉄竹鼻線旧八神駅付近で岐阜県道166号桑原下中線と重複して南に向かう。桑原町午南交差点で岐阜県道166号桑原下中線と離れる。
馬飼大橋を渡ると愛知県稲沢市祖父江町（旧中島郡祖父江町）に入る。しばらく南東方向に進み、稲沢市祖父江町の馬飼交差点で左折し北東に向かう。さらに四貫交差点で左折し北へ向かい、300mほどで東に向かう。稲沢市祖父江町上牧の上牧交差点（愛知県道67号名古屋祖父江線、愛知県道129号一宮津島線）が終点。

### 路線データ
- 起点：岐阜県羽島市桑原町八神 桑原八神交差点（岐阜県道1号岐阜南濃線交点）
- 終点：愛知県稲沢市祖父江町上牧 上牧交差点（愛知県道67号名古屋祖父江線、愛知県道129号一宮津島線交点）

## 重複区間
- 岐阜県道166号桑原下中線（羽島市桑原町八神 - 羽島市 桑原町午南交差点）
- 愛知県道512号給父稲沢線（稲沢市 馬飼交差点 - 稲沢市 四貫交差点）

## 地理

### 通過する自治体
- 岐阜県
  - 羽島市
- 愛知県　
  - 稲沢市

### 交差する道路
- 岐阜県
  - 岐阜県道1号岐阜南濃線（羽島市 桑原八神交差点）
  - 岐阜県道166号桑原下中線（羽島市桑原町八神 桑原町午南交差点）
- 愛知県
  - 愛知県道130号馬飼井堀線（稲沢市 馬飼交差点）
  - 愛知県道512号給父稲沢線（稲沢市 馬飼交差点、稲沢市 四貫交差点）
  - 愛知県道67号名古屋祖父江線（稲沢市 上牧交差点）
  - 愛知県道129号一宮津島線（稲沢市 上牧交差点）

### 沿線
- 名鉄竹鼻線 旧大須駅
- 真福寺
- 名鉄竹鼻線 旧八神駅
- 羽島市老人福祉センター
- 馬飼大橋
- 稲沢市立長岡小学校
- 王子マテリア 祖父江工場
- 木曽三川公園ワイルドネイチャープラザ
- 善光寺東海別院